# Théophile Naël
Théophile Naël, né le 22 juin 2007 à Saint-Étienne, est un pilote automobile français. En 2023, il est sacré champion d'Espagne de Formule 4 avec Saintéloc Racing.

## Biographie

### 2007-2021: jeunesse et ascension en karting
Fils d'un concessionnaire automobile stéphanois, Théophile Naël reçoit son premier kart à l'âge de quatre ans à Noël,. Ce qui est alors un simple loisir sur le parking de la société de son père se poursuivra avec les premières compétitions régionales et nationales à l'âge de huit ans. Il remporte son premier titre sur la scène nationale en 2017 avec les National Series of Karting (NSK) dans la catégorie Minimes. L'année suivante, pour sa première saison dans la catégorie Cadets, il remporte les NSK, avant d'enchaîner avec le championnat de France où il s'impose notamment face à Evan Giltaire.
En 2019, il passe à des compétitions internationales, et rejoint la catégorie X30 Junior. Double champion IAME Series France, engagé en IAME Euro Series début 2021 dans une équipe privée, il gagne lors de son premier weekend face aux équipes officielles. En tête du championnat, Théophile Naël remporte finalement un titre de vice-champion, un problème mécanique l'empêchant de prendre part à la finale du dernier week-end. Il termine son année 2021 et sa carrière en karting par une troisième place lors de la finale mondiale IAME.

### 2022-2023: Débuts en Formule 4

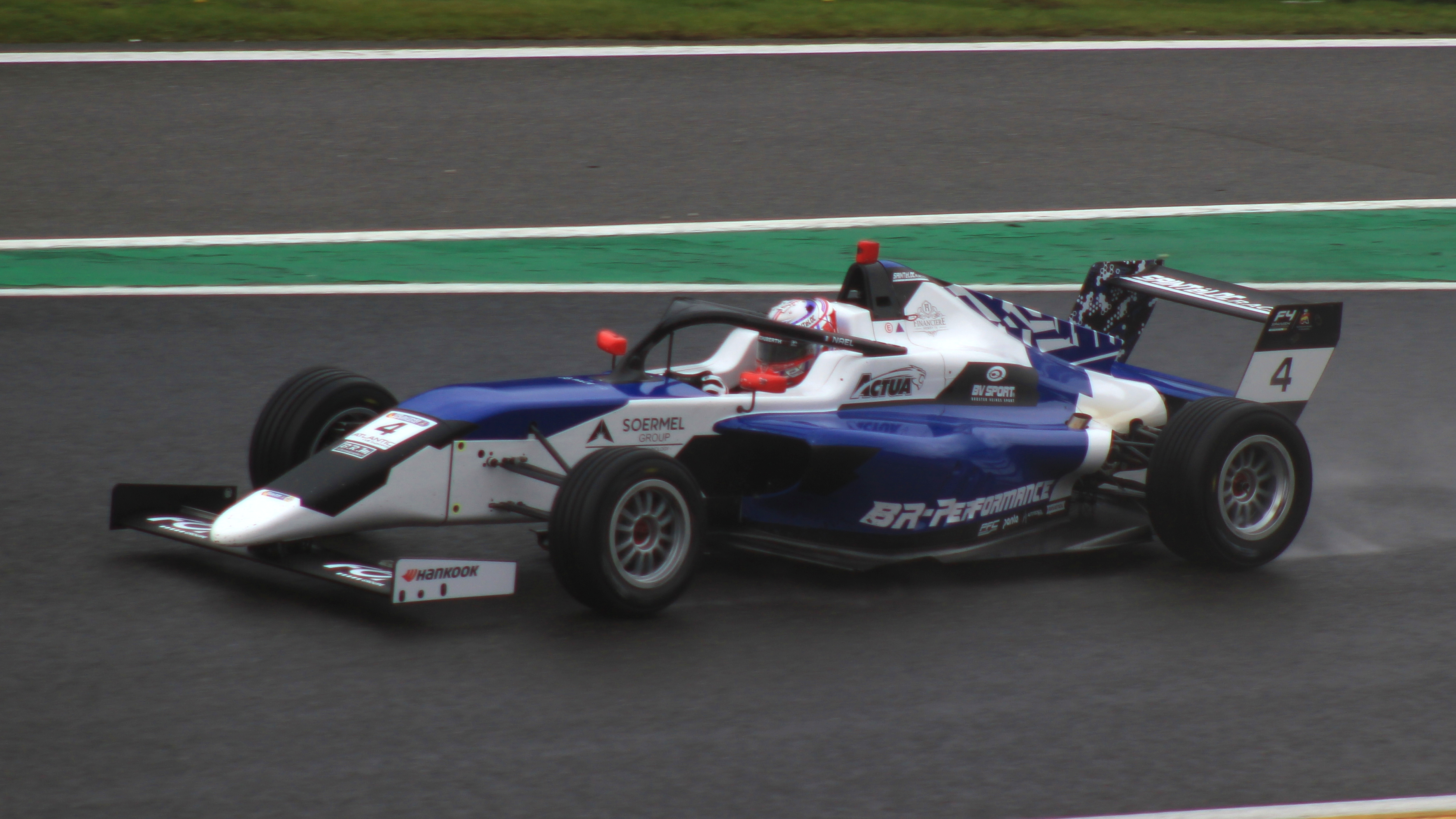
Théophile Naël en Formule 4 espagnole en 2023 à Spa-Francorchamps.

En avril 2022, l'équipe Saintéloc Racing, concourant en GT et rallyes, annonce son arrivée en monoplace en Formule 4 espagnole. Saintéloc fait de Théophile Naël son premier pilote dans cette discipline, l'équipe attendant ses quinze ans réglementaires pour débuter dans le championnat, après le mois de juin,. Il marque ses premiers points lors de sa quatrième course,.
Engagé en Formule 4 émiratie pendant l'hiver pour préparer la saison 2023 en Espagne, Théophile Naël est régulièrement dans le top 5, voire sur le podium face à des pilotes et des équipes plus expérimentées. Cependant, il perd un potentiel premier podium à cause de son agressivité en piste. À la suite de cette expérience au Moyen-Orient, il entame la saison 2023 de Formule 4 espagnole. Il obtient une première victoire pour lui et son équipe lors du deuxième weekend de la saison, à Motorland Aragon. Totalisant huit victoires, il est sacré champion d'Espagne de Formule 4 deux courses avant la fin de la saison.

### 2024: Une saison en Formule Régionale

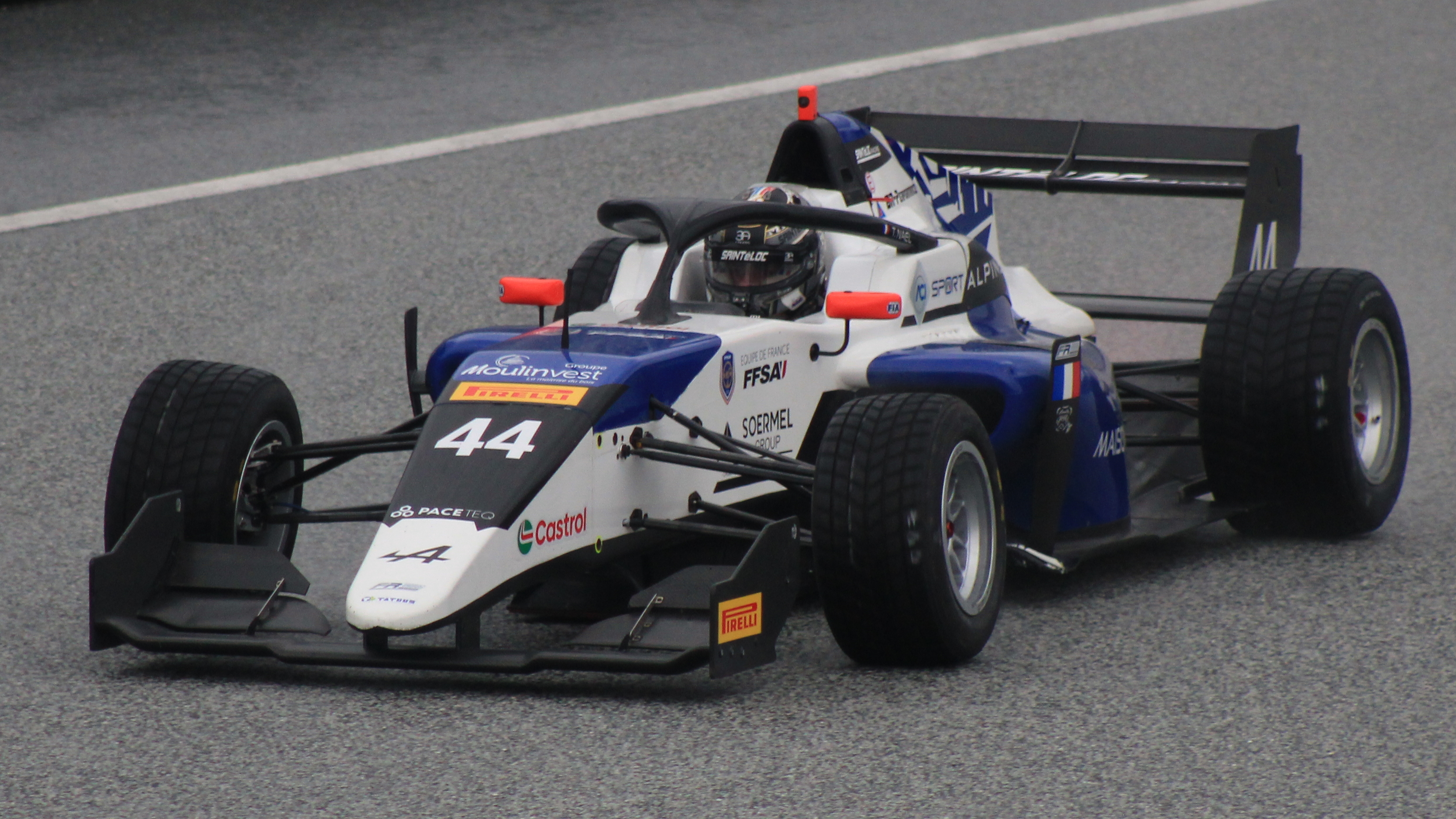
Théophile Naël en Formule Régionale en 2024 à Spielberg.

En 2024, Théophile Naël est promu en Formule Régionale toujours avec Saintéloc Racing. Durant l'hiver, il aprticipe d'abord au championnat du Moyen-Orient où il remporte sa première victoire lors de la seconde manche d'Abou Dabi suivie d'un deuxième podium lors de cette même manche puis un troisième en fin de campagne à Dubai. Il se classe onzième du championnat avec 75 points.
Pour sa saison principale, il rejoint le championnat d'Europe toujours chez Saintéloc. Sa sasiond émarre doucement avec seulement trois arrivées dans les points au cours des six premières manches de la saison. La seconde moitié de saison se passe nettement mieux avec un double top 10 lors de la manche d'Imola puis une victoire au Red Bull Ring. Après une sixième place à Barcelone, il termine la saison par une double quatrième place à Monza avec notamment une pole position lors de la deuxième course. Il se classe neuvième du championnat avec 81 points.
En fin d'année, il participe au Grand Prix de Macao où il termine quatorzième de la course principale avant d'être disqualifié pour un redémarrage illégal de la part de son équipe alors qu'il avait calé sur la grille de départ. L'hiver suivant, il participe de nouveau au championnat du Moyen-Orient afin de se préparer pour sa promotion en Formule 3. Il décorche trois podiums sur les neuf courses auxquelles il participe et se classe septième du championnat avec 125 points.

### 2025: Promotion en Formule 3 FIA
En octobre 2024, Naël participe aux essais d'après-saison avec Van Amersfoort Racing sur le circuit de Jerez. Le 28 novembre 2024, l'écurie confirme la titularisation du pilote français pour la saison 2025,.

## Résultats

### Palmarès en karting
- Vainqueur des 24 Minutes du Mans Minikart en 2016
- Vainqueur des National Series of Karting Minime en 2017
- Vainqueur des National Series of Karting Cadet en 2018
- Champion de France Cadet en 2018
- Champion des IAME Series France X30 Junior en 2020
- Champion des IAME Series France X30 Junior en 2021
- Vice-champion des IAME Euro Series X30 Junior en 2021
- 3e de l'IAME World Final X30 Junior en 2021

### Résultats en formules de promotion
| Saison | Championnat                                      | Écurie                | Courses | Victoires | Pole positions | Meilleurs tours | Podiums | Points inscrits | Classement |
| ------ | ------------------------------------------------ | --------------------- | ------- | --------- | -------------- | --------------- | ------- | --------------- | ---------- |
| 2022   | Championnat d'Espagne de Formule 4               | Saintéloc Racing      | 12      | 0         | 0              | 0               | 0       | 11              | 19e        |
| 2023   | Championnat des Émirats arabes unis de Formule 4 | Saintéloc Racing      | 15      | 0         | 0              | 1               | 0       | 49              | 11e        |
| 2023   | Championnat d'Espagne de Formule 4               | Saintéloc Racing      | 21      | 8         | 5              | 5               | 14      | 314             | Champion   |
| 2024   | Formule Régionale Moyen-Orient                   | Saintéloc Racing      | 15      | 1         | 0              | 0               | 3       | 75              | 11e        |
| 2024   | Formule Régionale Europe                         | Saintéloc Racing      | 20      | 1         | 1              | 0               | 1       | 81              | 9e         |
| 2024   | Coupe du monde de Formule Régionale              | Saintéloc Racing      | 2       | 0         | 0              | 0               | 0       | N/A             | 14e        |
| 2025   | Formule Régionale Moyen-Orient                   | Saintéloc Racing      | 9       | 0         | 0              | 1               | 3       | 125             | 7e         |
| 2025   | Formule 3 FIA                                    | Van Amersfoort Racing | 17      | 0         | 0              | 0               | 3       | 70              | 8e         |